# Tony Rice
David Anthony Rice (Danville, Virginia, 8 de junio de 1951-Reidsville, Carolina del Norte, 25 de diciembre de 2020) fue un guitarrista acústico y músico de bluegrass estadounidense. Es considerado uno de los guitarristas acústicos más influyentes del bluegrass, el bluegrass progresivo, el newgrass y el jazz acústico.
Durante el curso de su carrera, tocó junto a J.D. Crowe y con el New South, David Grisman (durante la formación de “Dawg Music”). Dirigió la Tony Rice Unit, colaborado con Norman Blake, grabado con sus hermanos Wyatt, Ron y Larry y cofundó el Bluegrass Album Band. Grabó con batería, piano y saxófono soprano, así como con instrumentos tradicionales del bluegrass.

## Primeros años
Rice nació en Danville, Virginia, pero pasó la mayoría de su infancia en Los Ángeles, California, donde aprendió bluegrass de su padre, un músico semiprofesional llamado Herb Rice. Tony y sus hermanos aprendieron los fundamentos del bluegrass y el country de músicos de Los Ángeles, como los Kentucky Colonels, dirigidos por Roland y Clarence White. Clarence se convirtió en una gran influencia para Rice. Más tarde reforzó su experiencia musical cuando cruzó caminos con Ry Cooder, Herb Petersen y Chris Hillman. En 1970 Rice se mudó a Louisville, Kentucky, donde tocó con la Bluegrass Alliance, y poco tiempo después, con New South, de J.D. Crowe. New South era conocido como uno de los mejores y más progresistas conjuntos de Bluegrass. Pero cuando Ricky Skaggs se unió al grupo en 1974, la banda grabó “J.D. Crowe & the New South”, un álbum acústico que se convirtió en un top ten de Rounder’s en ese tiempo. En ese momento, el grupo estaba formado por Rice en guitarra y voz principal, Jerry Douglas en dobro, Skaggs en violín, mandolina y voces, y Bobby Slone en bajo y violín.

## Quinteto de David Grisman
En ese tiempo, Rice conoció al mandolinista David Grisman, que tocaba con Red Allen en los años 60, y trabajaba en ese momento en material original que incluía jazz, bluegrass y estilos clásicos. Rice dejó New South y se mudó a California para unirse al grupo de Grisman. Como parte de la banda, Rice expandió sus horizontes musicales más allá del bluegrass de tres cuerdas, estudiando teoría de la cuerda, aprendiendo a leer tablas y expandiendo el rango de su tocar. El renombrado guitarrista John Carlini le enseñó teoría musical a Rice, le ayudó a aprender las llaves de jazz e improvisación musical en general. 

## Carrera de solista y Bluegrass Album Band
En 1979, Rice dejó el grupo de Grisman para fundar su propia banda musical. Grabó “Acoustics”, un álbum basado en inspiración en el jazz, y después “Manzanita”, una colección de voces e instrumentos, mayormente en el bluegrass, pero también música country. Este álbum no incluía el banjo de cinco cuerdas. En 1980, Rice, Crowe, Bobby Hicks, Doyle Lawson y Todd Phillips formaron una exitosa coalición, atacando los estándares bajo el nombre de Bluegrass Album Band. Este grupo grabó seis álbumes entre 1980 y 1996. La carrera de solista provocó éxito con “Cold on the Shoulder”, una colección de voces inspiradas en el bluegrass. Con su álbum “Native American”, y “Me and my Guitar”, Rice llegó a una fórmula donde se mezclaban sus influencias disparatadas, combinando bluegrass, la música de cantautores de country como Ian Tyson, Joni Mitchell, Phil Ochs, Tom Paxton, Bob Dylan y especialmente Gordon Lightfoot, con su trabajo en guitarra ágil y con dejes de jazz. Simultáneamente, buscó su “spacegrass” experimental, infuso de jazz, junto con la Unidad Tony Rice en los álbumes “Mar West”, “Still Inside”, y “Backwaters”. 

## Colaboraciones
En 1980 grabó un álbum de dúos de bluegrass con Ricky Skaggs, llamados “Skaggs & Rice”. Dos premiados álbumes con el cantautor tradicional Norman Blake, le dieron gran fama, así como dos álbumes de los hermanos Rice (1992 y 1994) donde tocó con sus hermanos Larry, Wyatt y Ronnie. En 1993 se unió a David Grisman y Jerry García, para grabar “The Pizza Tapes”. Un año después Rice y Grisman grabaron “Tone Poems”, una colección original de material, donde usaron mandolinas y guitarras de origen histórico, diferentes en cada canción. En 1995 Rice grabó un álbum de country usando solo dos guitarras con John Carlini, quién también había trabajado para el quinteto de David Grisman. En 1997, Tony, su hermano Larry, Chris Hillman (fundador de Byrds) y el banjoista Herb Pedersen, fundaron el después llamado “antisúper grupo”, Rice, Hillman & Pedersen, donde produjeron tres álbumes de música entre 1997 y 2001.

## Sus últimos años
Desde principios de los 90, la voz de Rice ha sido silenciada por disfonía, pero siguió siendo uno de los mejores instrumentalistas de bluegrass, trayendo originalidad y vitalidad a todo lo que tocaba. Colaboró varias veces con Peter Rowan, con quién ha grabado dos CD para Rounder Records: “You where there for me”, publicado en 2004, y “Quartet”, liberado en 2007. Para el segundo álbum, a Rowan y Rice se les unió Bryn Davies en las voces y el bajo, y Sharon Gilchrist en las voces y la mandolina. En 2007 Tony se unió a Alison Krauss & The Union Station en una serie de conciertos primaverales, usando material de la carrera de 35 años de Rice. Krauss siempre ha citado públicamente a Tony Rice como su más grande influencia musical. Rice residía en Reidsville, Carolina del Norte. En esta ciudad falleció el 25 de diciembre de 2020 a los sesenta y nueve años.

## Premios
Premios Grammy
- Mejor Actuación Instrumental en Country- The New South, Fireball- 1983

Premios IMBA
- Actuación Instrumental del Año - Guitarra - 1990, 1991, 1994, 1996, 1997, 2007

- Grupo Instrumental del Año - The Tony Rice Unit - 1991, 1995

- Grupo Instrumental del Año - The Bluegrass Album Band – 1990

- Álbum Instrumental del Año - Bluegrass Instrumentals, Volume 6 (Rounder) ; The Bluegrass Album Band - 1997